# Réclamations de l'Alabama
Les réclamations de l'Alabama (en anglais : Alabama Claims) sont des revendications pour des dommages, émises par le gouvernement fédéral des États-Unis contre le gouvernement du Royaume-Uni pour l'aide secrète fournie par ce dernier aux États confédérés d'Amérique, lors de la guerre de Sécession. 
Lors d'une action en justice (dénommée collectivement Alabama Claims car les énormes dégâts causés à la marine marchande nordiste avaient été le fait de corsaires confédérés, en particulier le CSS Shenandoah et le CSS Alabama), le gouvernement des États-Unis d'Amérique poursuit le Royaume-Uni de Grande-Bretagne et d'Irlande pour l'aide en sous-main qu'elle avait apportée, ainsi que ses colonies, aux confédérés, malgré le British Neutrality Act. 
D'importants dommages-intérêts sont accordés aux États-Unis par une cour d'arbitrage internationale réunie à l'hôtel de ville de Genève. Les États-Unis, qui avaient demandé, au choix, deux milliards de dollars américains ou la cession du Canada, reçurent 15,5 millions de dollars américains, qui leur sont payés en 1872. 
La décision de la cour d'arbitrage, qui est le premier exemple de recours à une juridiction supra-nationale, jette les bases du droit international public et figure dans le corps du traité de Washington de 1871. 

## Les corsaires confédérés

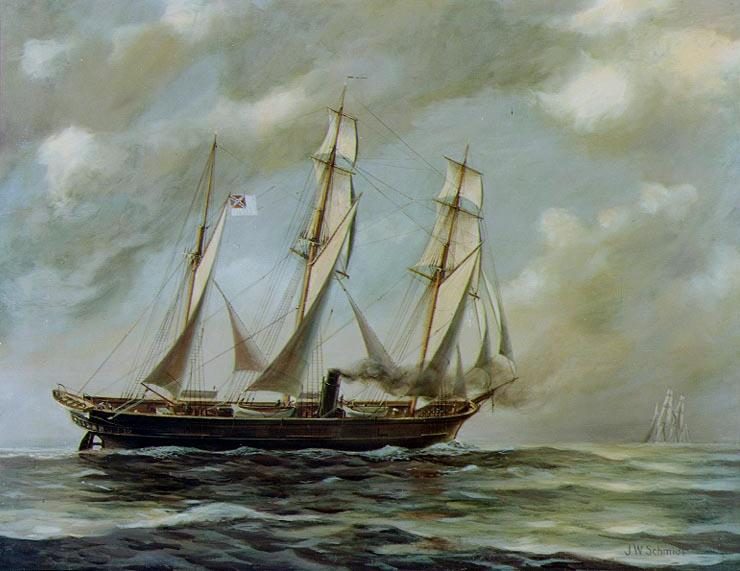
Le corsaire confédéré, construit en Angleterre en 1862 et coulé en 1864 au large de Cherbourg par la corvette nordiste USS Kearsarge, arraisonne en deux ans 69 navires de commerce nordistes.

Les corsaires confédérés, même s'ils n'eurent qu'une courte durée de vie, coulent, brûlent ou soumettent à tribut un grand nombre de navires de commerce nordistes. Ils causent de considérables dégâts, en particulier en coupant les voies d'importation de matières premières (cuirs, blé, coton, nitrates) nécessaires à l'industrie de guerre nordiste. Les navires corsaires sudistes (dont les plus célèbres sont le CSS Sumter, le CSS Alabama et le CSS Shenandoah) furent souvent construits au Royaume-Uni, et purent faire escale pour s'approvisionner et réparer dans les ports des colonies britanniques (Afrique du Sud, Gibraltar, Australie, Bahamas).

## L'aide britannique apportée à la Confédération

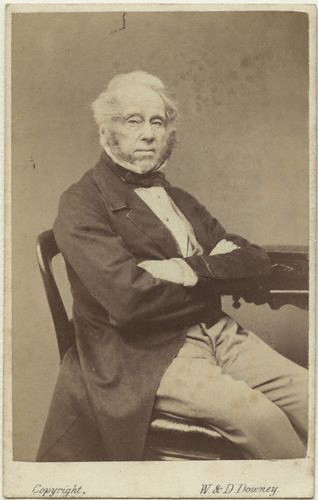
Henry John Temple, 3e vicomte Palmerston, photographié deux ans avant sa mort. Il fut toujours inflexible dans son refus d'envisager de dédommager les États-Unis.

L'aide britannique apportée aux États confédérés d'Amérique ne put s'exercer qu'en sous-main, car elle violait le British Neutrality Act, proclamé par la Grande-Bretagne en 1861. De plus, elle fut contestée par certaines tendances politiques ou mouvements humanitaires britanniques (pacifistes, anti-esclavagistes). Ainsi, si Henry John Temple (Lord Palmerston), premier ministre du Royaume-Uni jusqu'à sa mort le 18 octobre 1865, est favorable à la Confédération (mais seulement dans la mesure où les intérêts sudistes allaient de pair avec ceux de la Grande-Bretagne), son proche collaborateur Lord John Russell, alors secrétaire d’État des Affaires étrangères et du Commonwealth est plutôt favorable à l'Union. Par ailleurs, l'émissaire des Confédérés James M. Mason est beaucoup moins actif (et plus tièdement reçu par les détenteurs du pouvoir en Angleterre) que son homologue unioniste, Charles Francis Adams, Sr. 
Un exemple des effets de cette lutte d'influence est le lancement de l’Alabama. C'est de justesse que la firme britannique John Laird Sons and Company reçoit l'autorisation gouvernementale de lancer l’Enrica, qui allait devenir le corsaire CSS Alabama. En effet, d'une part Charles Francis Adams, Sr., alors représentant des États-Unis en Grande-Bretagne (qui savait par ses espions que le navire était destiné à la Confédération), multiplie les mises en garde. D'autre part, Palmerston reçoit un rapport de ses services de renseignements, selon lequel il est maintenant connu de tous que l'Angleterre allait lancer un corsaire confédéré, ce qui ne va pas manquer de faire interpeller le cabinet par les députés de l'opposition. Lord Palmerston  fait alors séquestrer le navire, mais l'ordre de séquestre arrive juste après le départ de l’Enrica, le 29 juillet 1862.  
Par ailleurs, bien que la pénurie de coton du Lancashire commence à entraîner des troubles sociaux dans le prolétariat des grandes villes industrielles, l'opinion publique britannique, émue par le discours anti-esclavagiste penche plutôt pour l'Union - alors que le gouvernement (ou tout au moins Henry John Temple, qui eut le pas sur Russell pendant leur cohabitation) favorise la Confédération. Il en résulte un certain malaise sur le plan socio-politique.

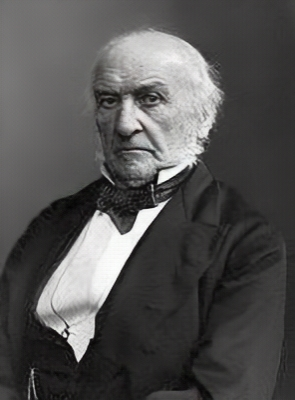
Le premier ministre britannique William Ewart Gladstone, qui veut effacer le contentieux entre les États-Unis et le Royaume-Uni, accepte de répondre favorablement à l’Alabama Claims, mais ne verse que 7 % environ de la somme demandée.

De plus, des membres du parlement soutiennent ouvertement l'Union, en particulier Richard Cobden, radical, libéral et anti-esclavagiste, qui prononce à la Chambre des communes des discours remarqués. 
Bien qu'Alexander Cockburn, alors lord juge en chef d'Angleterre et du pays de Galles émet que le lancement de l’Enrica ne viole en rien l'acte de neutralité britannique, Russell et Palmerston sont forcés d'admettre publiquement que selon les clauses du British Neutrality Act, le CSS Alabama n'aurait pas dû être autorisé à prendre la mer. 
Ce camouflet a pour conséquence que le gouvernement britannique empêche les chantiers de Birkenhead de lancer deux autres cuirassés commandés par un intermédiaire français, un certain M. Bravay ; il est trop évident qu'ils sont en fait destinés à renforcer la Confederate States Navy. Palmerston demande alors à l'Amirauté britannique d'offrir d'acheter les deux navires.
Palmerston, qui se méfie des nordistes, refuse catégoriquement d'envisager un quelconque dédommagement des armateurs nord-américains qui se plaignent des dégâts que leur ont infligés les corsaires sudistes. Ce n'est qu'après sa mort et le départ de son successeur John Russel que l'Angleterre, sous William Ewart Gladstone, accepte de dédommager en partie les États-Unis.

## Les exigences américaines

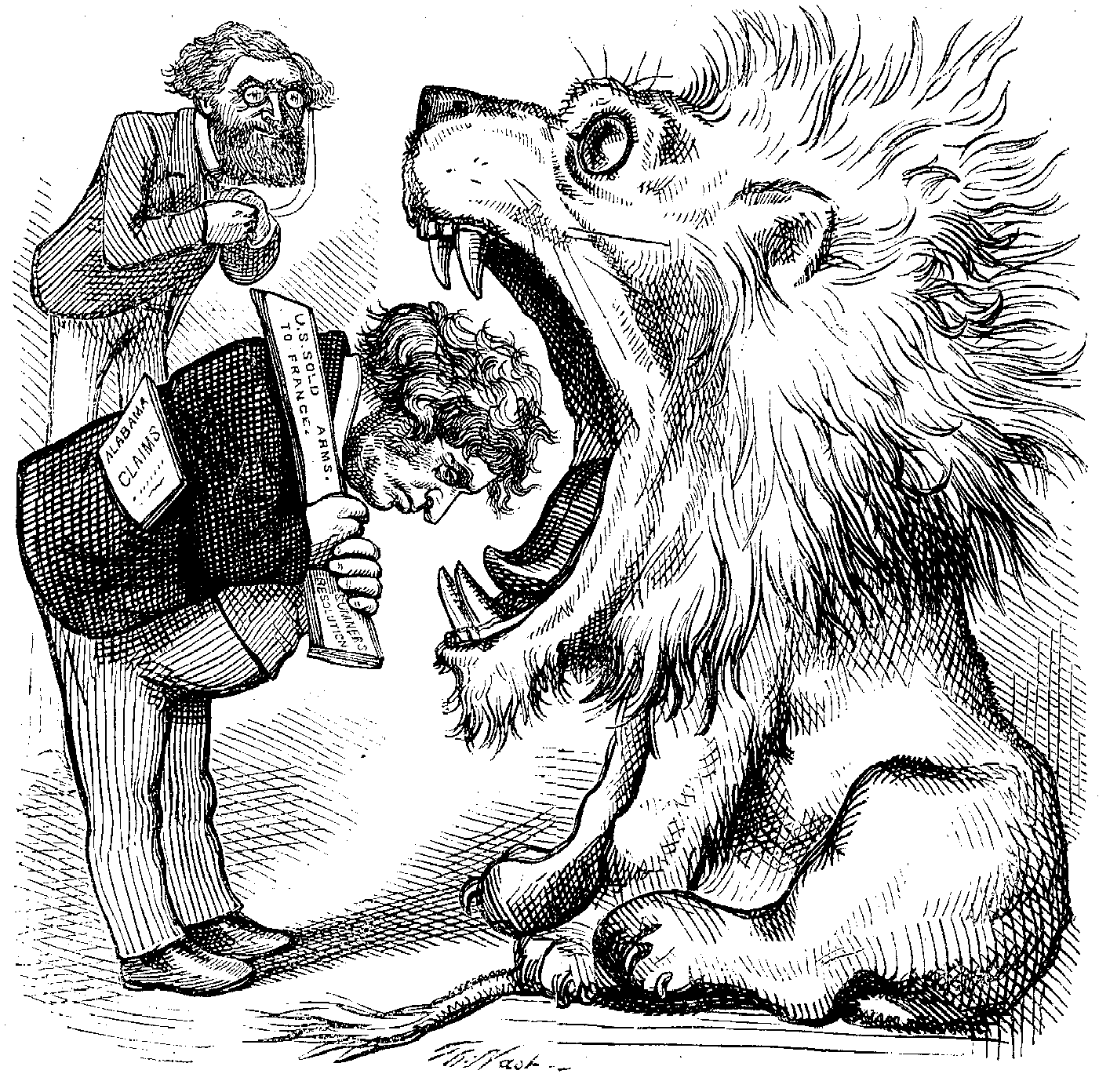
Charles Sumner mettant sa tête dans la gueule du lion britannique. Cette caricature parue dans l'édition du Harper's Weekly du 9 mars 1872 devait être parlante pour les contemporains : Sumner court le risque de sacrifier sa forte popularité en Angleterre en soutenant de tout son charisme les exorbitantes réclamations américaines, dont il a un exemplaire en poche. Et pour empêcher le lion britannique de lui écraser la tête, il tient en outre un « ouvre-gueule » rappelant que les États-Unis ont vendu des armes à la France en guerre avec l'Allemagne, malgré leur déclaration de neutralité. En arrière-plan, l'homme politique américano-allemand Carl Schurz se frotte les mains.

Le sénateur de l'Union Charles Sumner, qui défend la cause américaine, demande en dédommagement la somme colossale de deux milliards de dollars américains, arguant que la Grande-Bretagne devait payer, non seulement pour les pertes matérielles causées par les corsaires qu'elle avait construit, mais aussi pour « cet autre dommage, immense, infini, qu'était la prolongation de la guerre ». Prolongation que Sumner estime à environ deux ans. 
La revendication nord-américaine est soutenue aux États-Unis par un sentiment anti-britannique. En effet, après la guerre de Sécession, des soldats d'origine irlandaise, aguerris et bien armés, avaient pu se regrouper et s'organiser pour essayer à plusieurs reprises d'envahir le Canada, sans que le gouvernement ne se mobilise vraiment pour empêcher ces raids féniens. D'ailleurs, Sumner offre une alternative à la Grande-Bretagne, et propose de substituer à la somme d'argent la cession du Canada.
Sur le plan pratique, Samuel Taylor Suit (en) ouvre sa propriété nommée Suitland (près de Washington) aux réunions de négociations préalables aux délibérations de la cour d'arbitrage. L'hostilité entre les Britanniques et les Nord-Américains durera cependant pendant encore près d'un demi-siècle.

## La cour d'arbitrage
La cour d'arbitrage de Genève est composée des représentants du Royaume-Uni de Grande-Bretagne et d'Irlande (Alexander Cockburn), des États-Unis (Charles Francis Adams, Sr.), du royaume d'Italie (Federigo Sclopis), de la Confédération suisse (Jakob Stämpfli), et de l'empire du Brésil (Marcos Antônio de Araújo).
La cour qui siège dans une salle de l'hôtel de ville de Genève, dès lors nommée salle de l'Alabama, préfère ignorer la « clause territoriale » concernant le Canada, et finit par décider que le montant des dédommagements serait de 15 500 000 dollars américains soit 
331 millions actuels,. 
Cette décision est incluse dans les clauses du traité de Washington signé le 8 mai 1871 et elle est officialisée à Genève le 15 septembre 1872, et la somme accordée est réglée par le Royaume-Uni dans l'année.

## Conséquences sur le plan législatif international
L'affaire Alabama Claims est le premier recours à un arbitrage supra-national pour régler un différend entre États, et la cour réunie pour trancher ce cas jette alors les bases du droit international public. 
En somme, la cour réunie pour résoudre l'affaire Alabama Claims est un précurseur de la Cour internationale de justice, organe de l'ONU.